# Abtei Saint-Maur

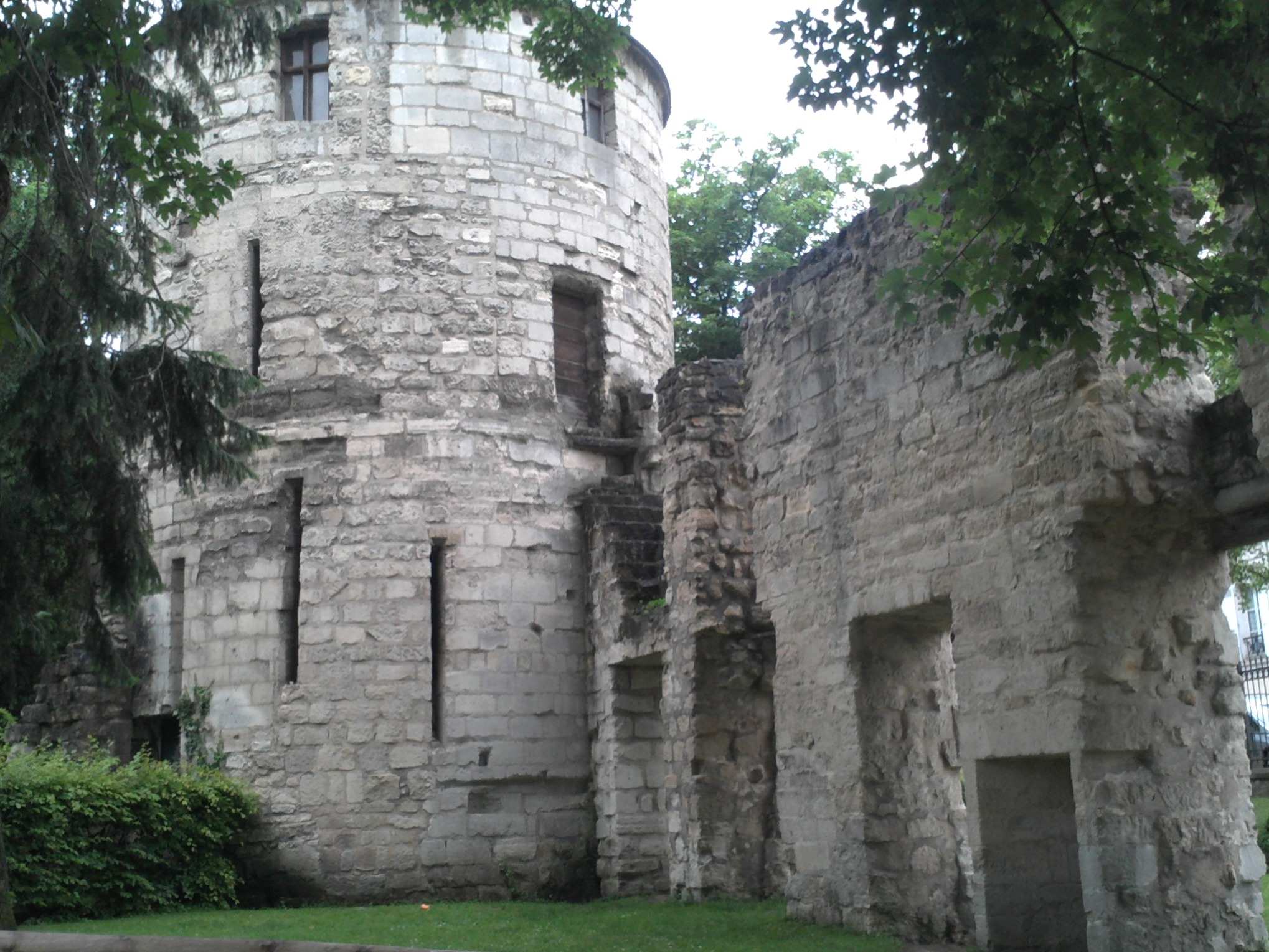
Die Tour Rabelais in der Abtei Saint-Maur

Die Abtei Saint-Maur (Abbaye de Saint-Maur, ursprünglich Abbaye des Fossés genannt) ist ein altes, heute untergegangenes Kloster in Saint-Maur-des-Fossés. Die Domäne und die Reste der Abtei wurden in einen Vergnügungspark umgewandelt.

## Geschichte

### Gründung
Zur Zeit der Königin Nantechild, der Mutter von Chlodwig II., wurde 639 durch den Pariser Diakon Blidegisilus auf einer durch eine Flussschleife der Marne gebildeten Halbinsel (dem Gebiet der heutigen Stadt Saint-Maur) eine Abtei mit einer Klosterkirche (genannt Abbatiale I) unter Nutzung der Ruinen eines römischen castrum gebaut. Sie erhielt den Namen Saint-Pierre des Fossés in Anlehnung an die Topographie des Ortes, der durch steile Hänge zum Fluss hinunter gekennzeichnet ist. Gründungsabt wurde der am 9. Mai 641 erstmals erwähnte Babolein oder Babolinus. Bischof Audebert von Paris verzichtete auf seine Einflussnahme in die Organisation der Abtei, die bereits im Jahr 658 von Chlothar III. königliche Immunität erhielt. Die ältesten Originaldokumente aus dem Archiv der Abtei sind zwei Chartas, die erste aus den Jahren 695/701 von Childebert III., die zweite vom 22. April 717. Die Kapelle Notre-Dame des Miracles, deren Ruine im Parc de l’Abbaye noch sichtbar ist, ist nach der Tradition der Ort der ersten Abbatiale, in der Babolinus bestattet wurde.

### Niedergang und Renaissance

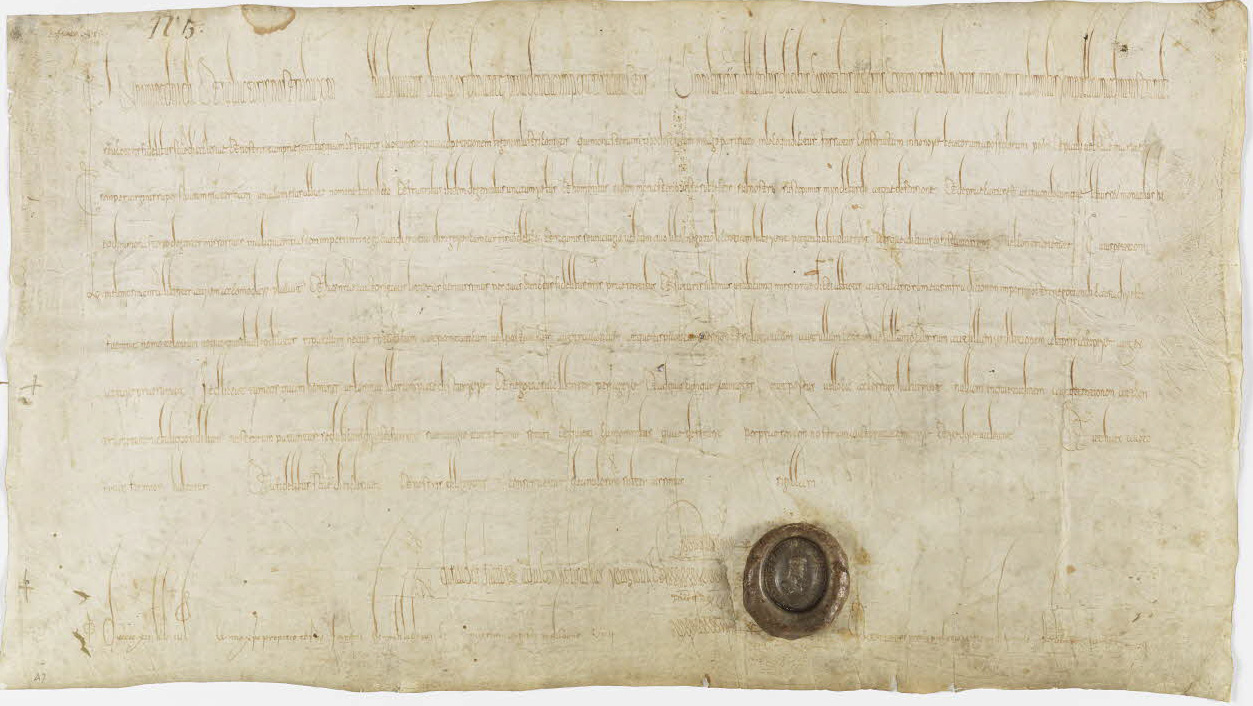
Freistellungsurkunde Ludwigs des Frommen für die abbaye des Fossés von allen Wegezöllen vom 7. Dezember 829, Archives nationales

Zu Beginn des 9. Jahrhunderts ist die Abtei eine der ersten, die von den Reformen Ludwigs des Frommen profitiert. Abt Benoît (813–839) konnte die Klosterkirche wiederherstellen (genannt Abbatiale II), die am 7. Dezember 829 geweiht wurde.
Am 13. November 868 erhielt die Abtei auf Veranlassung Karls des Kahlen Reliquien des heiligen Maurus, die aus der von den Wikingern bedrohten Abtei Saint-Maur de Glanfeuil bei Saumur gerettet werden konnten. Abt Udon/Eudes I. von Glanfeuil († 886) wurde dann Abt von Les Fossés und Glanfeuil, einem davon abhängigen Priorat. Dieses erscheint im Vertrag von Meerssen 870 als eines der geistlichen Territorien, die zum neuen Reich Karls des Kahlen gehören sollten. Die Abbatiale III wurde um 920 von Hagano, dem Günstling Karls III., für Abt Rainaud I. gebaut.
Nach der Amtszeit des Abtes Adhelnée um 925 verfiel die Abtei, so wie viele andere Abteien in diesen Jahren auch, und geriet in die Hände der Grafen von Paris als Laienäbte: Hugo der Große, Hugo Capet und Burchard von Vendôme, der auch Graf von Corbeil war. Das Kloster wurde von einem „Abt“ Mainard geleitet, der seine Mönche lieber auf die Jagd mit Hunden und Falken schickte, als sie zu religiösen Übungen anzuhalten. Als der Mönch Adic sich über die Zustände bei Graf Bouchard beklagte, übergab dieser 989 die Aufgabe, das Kloster zu reformieren dem Abt Maiolus von Cluny,. Bouchards Sohn Thibault I. von Corbeil, Abt von Cormery, wurde 1005 Abt von Saint-Maur; die Abbatiale III wurde gebaut und am 13. November 1030 unter Abt Eudes II. geweiht, eine große romanische Pilgerkirche mit einer Krypta unter dem Chor, einem Kirchenschiff mit sechs Jochen und einem oder mehreren Glockentürmen.

### Mittelalter

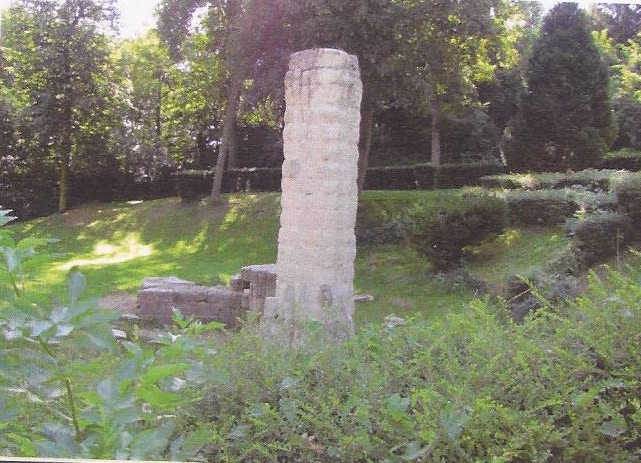
Rest der Abtei Saint-Maur

Im Jahr 1058 wurde Guillaume Warlong, Graf von Corbeil, Vogt der Abtei, in die er sich später als Mönch zurückzog. 1096 ging die Priorei Saint-Maur de Glanfeuil in Folge einer Intrige des Grafen Fulko IV. von Anjou verloren, der sich an König Philipp I. rächen wollte, da dieser ihm seine Ehefrau Bertrada von Montfort weggenommen hatte.
Die Amtszeiten Thibauds II. (1107–1137) und Ascelins I. (1134–1153) sind durch eine intensive künstlerische Tätigkeit des Klosters gekennzeichnet; der größte Teil der erhaltenen Skulpturen datieren aus dieser Zeit.
1134 erhielt Abt Ascelin von Stephan von Senlis, dem Bischof von Paris, für Saint-Maur die Abtei Saint-Éloi auf der Île de la Cité als Priorat. In einer Päpstlichen Bulle Inneozenz’ II. von 1136 wird zum ersten Mal die Kapelle Saint-Bon in Paris (Rue Saint-Bon, 4. Arrondissement) erwähnt, die zu Saint-Maur gehört.
Aufgrund von Wundern, die sich um die Maurus-Reliquien rankten, wurde das Kloster ab dem 12. Jahrhundert ein wichtiges Pilgerziel in der Île-de-France. Anfangs galt der 15. Januar als Festtag des Heiligen, später wurde er auf den 24. Juni (Johannistag) verlegt. Ziel die Pilger war die Genesung von der Gicht (genannt maladie de saint Maur, Mauruskrankheit) oder der Epilepsie (genannt maladie de saint Jean). 1247 trat als Name der Abtei erstmals Saint-Maur-des-Fossés auf, ab dem Ende des 13. Jahrhunderts war sie nur noch unter diesem Namen bekannt.
Am 14. Juli 1256 wurde Pierre de Chevry, Prior von Saint-Éloi, zum Abt gewählt, nachdem sein Vorgänger Jean I. d’Auxonne (1251–1256) sich als „verabscheuungswürdig erwiesen“ hatte und abgesetzt worden war. Pierre de Chevry prägte das Leben in der Abtei über 30 Jahre; er ist der erste Abt des Klosters, der eine bischöfliche Mitra trug, und wie die Bischöfe trug er einen Ring, eine Dalmatik und einen Bischofsstab. Er erneuerte die Ämter eines Kämmerers, Cellerars und Schatzmeisters. 1273 ließ er ein neues Urbar erstellen, 1275 ein Kopialbuch – beide zusammen ergaben ein Werk von 600 Seiten, genannt „Schwarzes Buch“ (Livre Noir), das heute eine Quelle zu den Sitten und Sozialstrukturen der 13. Jahrhunderts ist. Nach seinem Tod am 5. Juni 1285 wurde Pierre de Chevry in der Kapelle Saint-Martin im nördlichen Querschiff der Abbatiale bestattet, die er neu hatte bauen lassen (der 86 Meter lange Chor der Kirche im gotischen Stil war um 1281 fertig geworden).
Während des Hundertjährigen Kriegs (1337–1453) wurde die Abtei befestigt, von den Anlagen ist noch der Westturm, genannt tour Rabelais erhalten. Um 1358 waren in der Abtei Truppen des Dauphins, des späteren Königs Karl V. einquartiert. Im Januar 1378 besuchte Kaiser Karl IV., von Prag kommend, seinen Neffen Karl V. von Frankreich und pilgerte dabei ebenfalls nach Saint-Maur, um seine Gicht zu bekämpfen. Er residierte in der Abtei gemeinsam mit seinem Sohn Wenzel und empfing hier am 12. und 15. Januar den französischen König.
Am 16. September 1418 wurde der erste Vertrag von Saint-Maur unter anderen zwischen Herzog Johann Ohnefurcht von Burgund und Isabeau, der Ehefrau des Dauphins, geschlossen, der anschließend von Herzog Johann VI. von Bretagne dem Dauphin vorgelegt wurde, der die Abmachung jedoch ablehnte.
Im Jahr 1430 wurde die Abtei nacheinander von den Armagnacs und den Engländern geplündert.
Am 29. September 1465 wurde der zweite Vertrag von Saint-Maur zwischen König Ludwig XI. und den an der Ligue du Bien public beteiligten Adligen unterzeichnet.

### Ende der Abtei

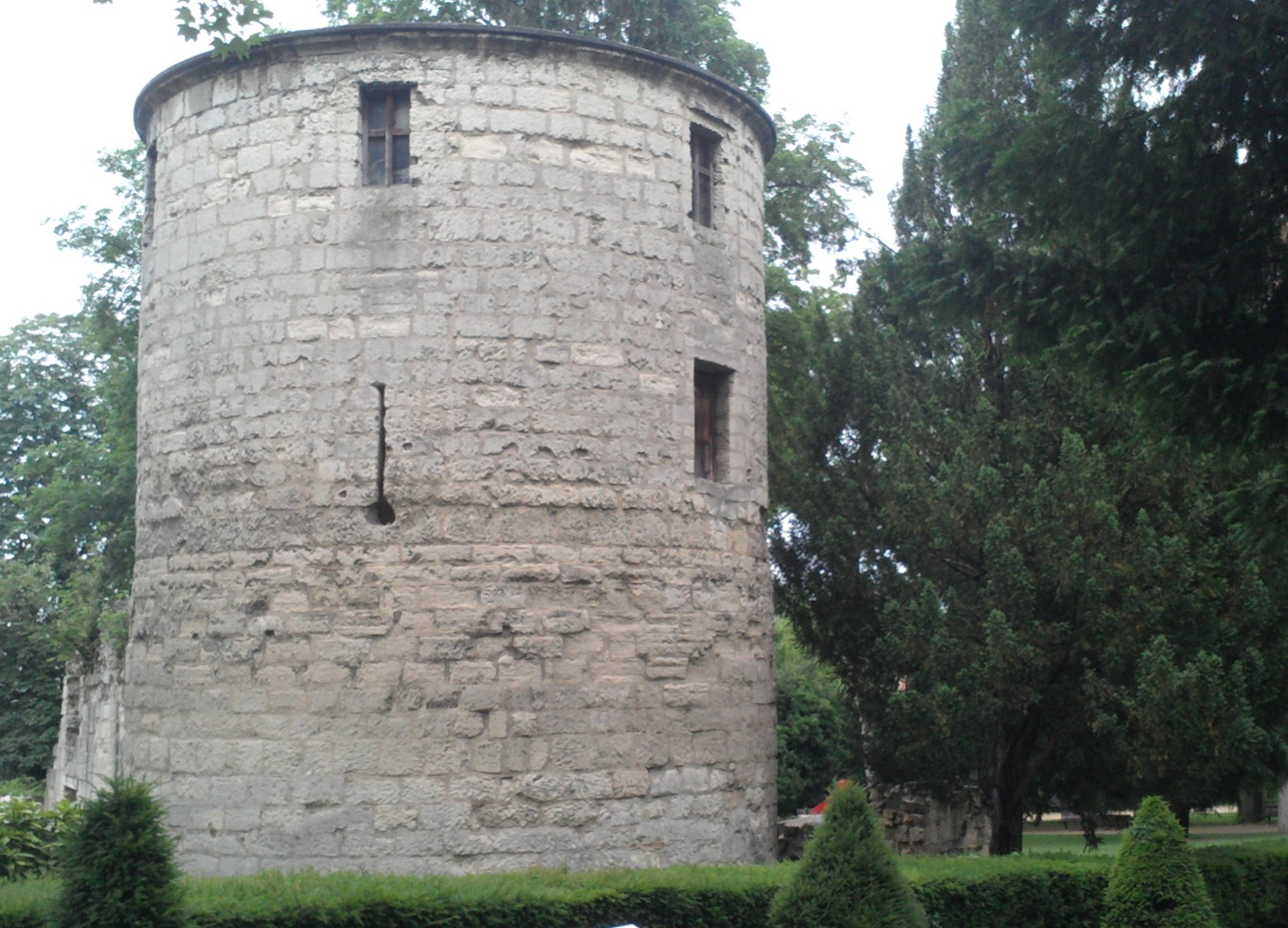
Tour Rabelais, Außenansicht

1493 wurden die Einkünfte des Klostervermögen auf eine dem Kloster nicht angehörende Person übertragen (Kommende), hier dem Bischof von Évreux Raoul du Fou († 1511), 1533 wurde sie von dessen Nachfolger, dem Bischof von Paris Jean du Bellay, säkularisiert, die verbliebenen acht oder neun Mönche wurden durch ein Kapitel von neun Kanonikern ersetzt.
Zweifellos über du Bellay erhielt der Arzt und Schriftsteller François Rabelais 1536 die Zustimmung des amtierenden Papstes Paul III., in den Benediktinerorden zurückzukehren, und zwar als Mönch in einer Abtei nahe Paris, der du Bellay vorstand – die Abtei Saint-Maur. Dort sollte er eine Pfründe bekommen, was noch 1536 geschah, aber nicht ohne Widerspruch durch den vorherigen Nutznießer blieb. Rabelais musste eine Eingabe an den Papst richten. Der Ausgang der Angelegenheit ist nicht bekannt.
Ab dem 17. Jahrhundert verfielen die Gebäude des Klosters. 1735 untersagte der Bischof von Paris die jährliche Pilgerfahrt zum Johannestag, am 23. April 1749 löste der Pariser Erzbischof Christophe de Beaumont das Kapitel auf und gliederte es der Kirche St-Louis-du-Louvre an. Die Klostergebäude wurden 1751 an Louis V. Joseph de Bourbon, prince de Condé verkauft und abgerissen. Die Kapelle Notre-Dame-des-Miracles wurde während der Revolution zerstört.
Ab 1858 ließ der Besitzer der Grundstücke, Édouard Bouriéres, auf dem Gelände Ausgrabungen zur Kirche und Krypta durchführen, die Pferdeställe der Kanoniker in eine Villa im Stil der Renaissance umbauen, die noch existiert. Die Domäne ging an den Senator Adolphe Maujan (1853–1914) über, der sie den Dominikanischen Laiengemeinschaften überließ, die hier von 1920 bis 1958 wohnten, bevor sie alles an die Caisse des Dépôts verkauften; 1962 erwarb die Stadt Saint-Maur das Gelände.
Heute existiert die Abtei nicht mehr, neben einigen Befestigungsanlagen stehen lediglich noch die Tour Rabelais und die Bourières-Villa aus dem 19. Jahrhundert; große Teile mussten der Place de l’Église, einem Kreisverkehr an der Rue de l’Abbaye und der Avenue de Condé. Die Reste der Abtei sind seit 1988 als Monument historique eingetragen.